# اخئا د لس کابایرس
اخئا د لس کابایرس (به اسپانیایی: Ejea de los Caballeros) یک دهستان و شهرک در اسپانیا است که در استان ساراگوسا واقع شده‌است. اخئا د لس کابایرس ۶۰۹٫۹۲ کیلومتر مربع مساحت و ۱۷٬۳۴۴ نفر جمعیت دارد و ۳۱۸ متر بالاتر از سطح دریا واقع شده‌است.

## خواهرخوانده
شهرهای مارماند و پورتوگروارو خواهرخوانده‌های اخئا د لس کابایرس هستند.